# نیو ویلیج (نیوجرسی)
نیو ویلیج (به انگلیسی: New Village) یک منطقهٔ مسکونی در ایالات متحده آمریکا است که در ناحیه فرانکلین، شهرستان وارن، نیوجرسی واقع شده‌است. نیو ویلیج ۲٫۴۵۷ کیلومتر مربع مساحت و ۴۲۱ نفر جمعیت دارد و ۱۱۸ متر بالاتر از سطح دریا واقع شده‌است.